# Trichomanes lozanoi
Trichomanes lozanoi är en hinnbräkenväxtart som beskrevs av M.T.Murillo. Trichomanes lozanoi ingår i släktet Trichomanes och familjen Hymenophyllaceae. Inga underarter finns listade.